# Monasterope
Monasterope is een geslacht van kreeftachtigen uit de klasse van de Ostracoda (mosselkreeftjes).

## Soort
- Monasterope bex Kornicker, 1991